# Fiat „Projekt 178”

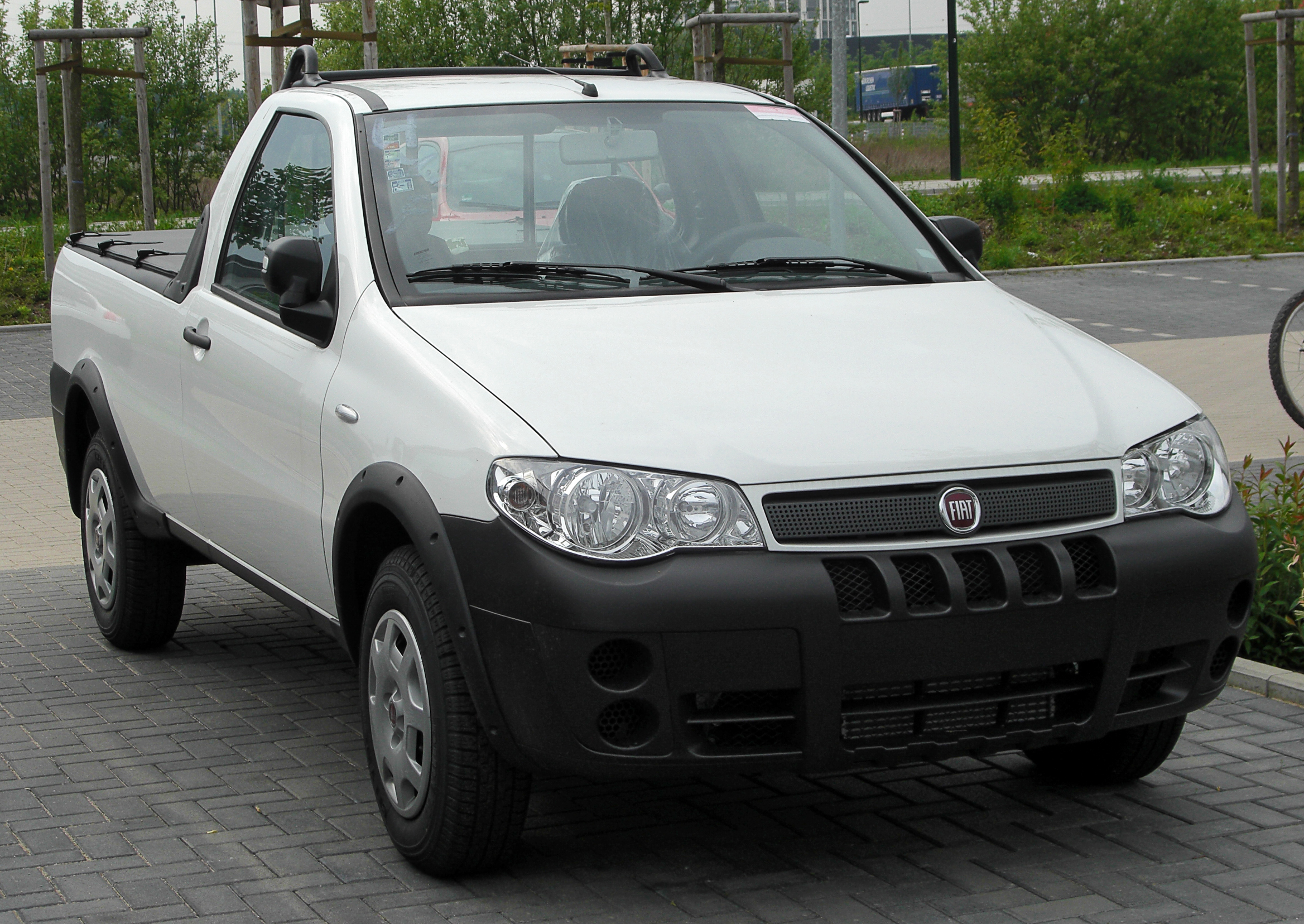
Fiat Strada

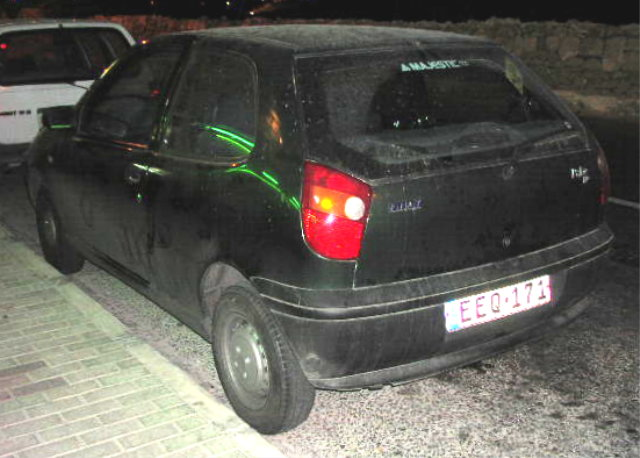
Fiat Palio

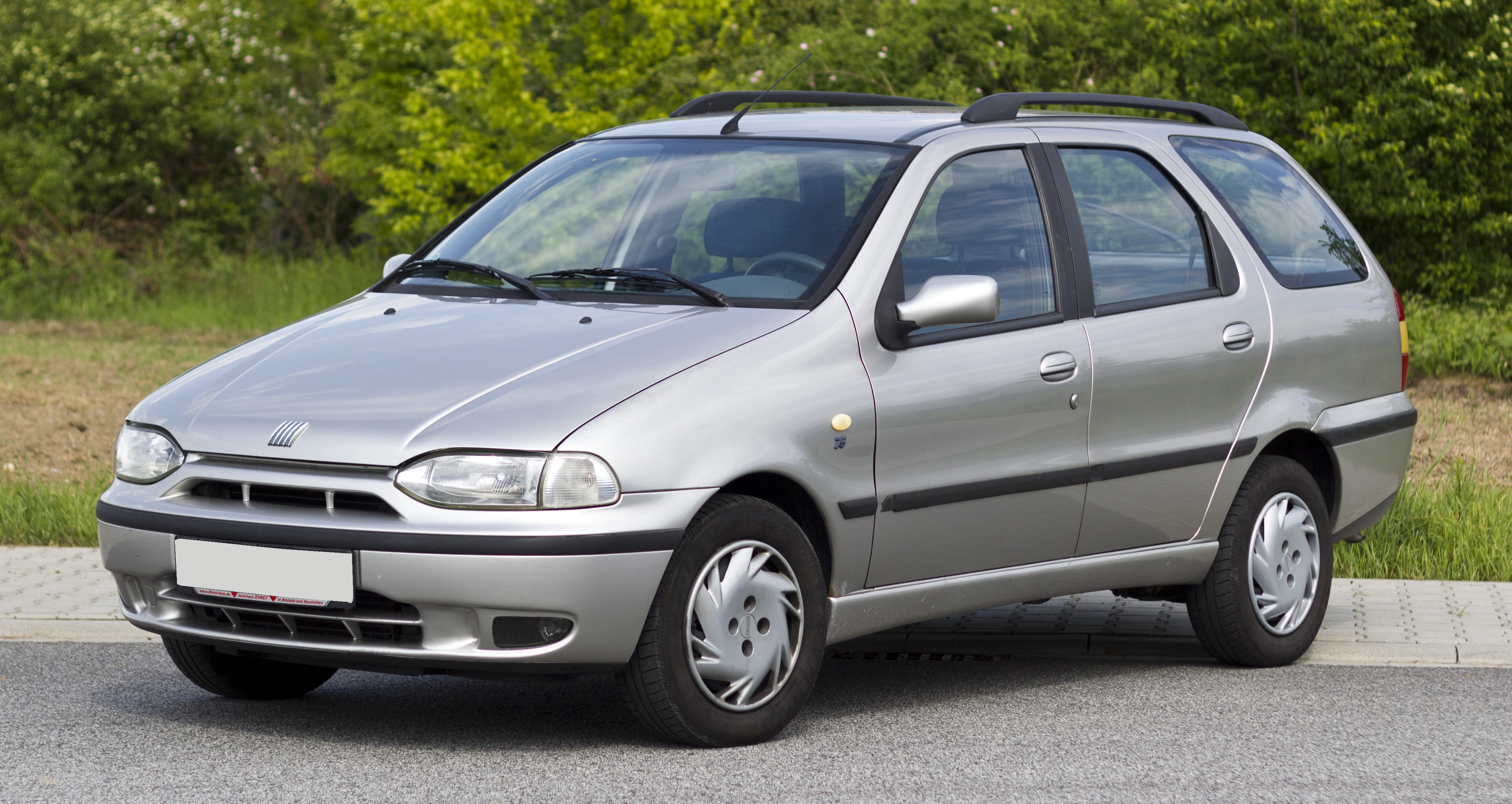
Fiat Palio Weekend

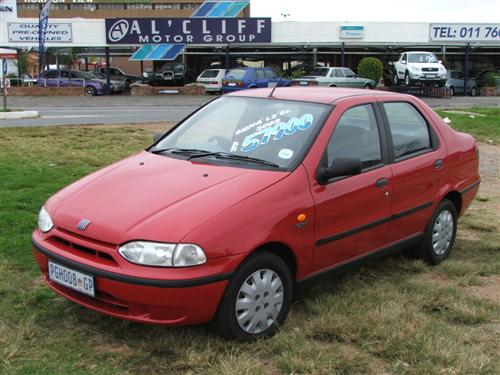
Fiat Siena

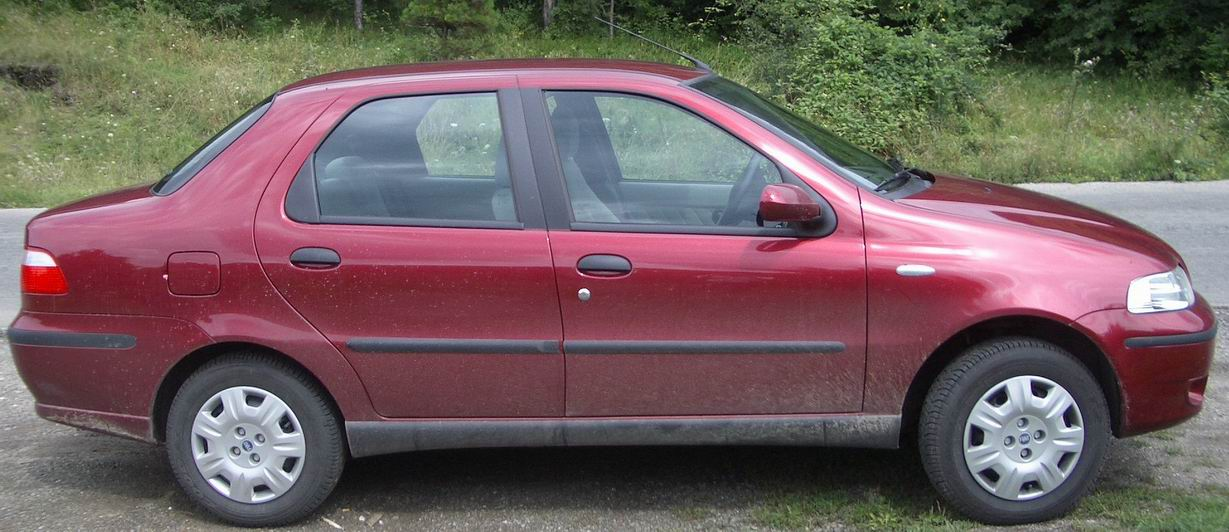
Fiat Albea

Projekt 178 – nazwa wewnętrzna oznaczająca rodzinę samochodów zaprojektowanych przez koncern Fiat, będących pierwszą próbą stworzenia przez niego  samochodu światowego. W skład rodziny wchodzą modele:
- Fiat Strada – 2-drzwiowy pick-up
- Fiat Palio – 3- i 5-drzwiowy hatchback
- Fiat Palio Weekend – 5-drzwiowe kombi
- Fiat Siena – 4-drzwiowy sedan i jego następca:
- Fiat Albea/Petra – 4-drzwiowy sedan

## Historia projektu
Konstrukcję tych samochodów oparto na nieco zmodyfikowanej płycie podłogowej pochodzącej z Fiata Uno. Auto jest więc przedstawicielem klasy niższej (segment B). Produkcję rozpoczęto wiosną 1996 w Brazylii (Fiat Automóveis), a następnie w Argentynie. W 1997 do producentów dołączyły Wenezuela, Polska (Fiat Auto Poland) i Maroko. W Turcji (Tofaş) produkcję rozpoczęto w 1998, w Indiach i RPA – w 1999, w Egipcie – w 2001 i w Chinach (pod nazwą Nanjing Fiat Palio) – w 2002.
W zależności od rynku dostępne są tylko wybrane modele. Do napędu użyto silników benzynowych o pojemnościach od 1,0 do 1,8 dm³ oraz silników Diesla o pojemnościach 1,3 i 1,7 dm³.
Pierwsza seria była produkowana od 1996 do 2001. W drugiej serii zmieniono przód, tył i wnętrze. Model Siena, produkowany w Turcji i w Polsce, po liftingu zmienił nazwę na Albea, w Egipcie i Indiach – na Petra, a w Chinach Perla. W Brazylii zmieniana nazwa to Fiat Novo Siena i Novo Palio/Palio Weekend. Kolejna modernizacja nastąpiła w 2004. Zastosowano nieco dłuższą płytę podłogową, zmieniono nieco stylizację, w tym pas przedni i tylny.

### Polskie Siena/Palio Weekend
W Polsce produkcję fiatów siena i palio weekend rozpoczęto w Bielsku-Białej w lutym 1997. Do napędu użyto silników benzynowych o pojemnościach 1,4 dm³ (70 KM) i 1,6 dm³ (100 KM) oraz 1,2 dm³ (75 KM).
Model Siena produkowano do jesieni 2001. Po czym został zastąpiony zmodernizowanym modelem noszącym nazwę Albea, który importowano z Turcji. Ze względu na małe zainteresowanie, model Palio Weekend został wycofany z oferty w końcu maja 2004. W 2006 Albea przeszła face lifting i otrzymała nowy silnik 1,4 8v. 7 grudnia 2007 Fiat Auto Poland zdecydował o wycofaniu Fiata Albea ze sprzedaży w Polsce.
W Brazylii nadal jest produkowany jest Fiat Palio/Palio Weekend/Siena. Auta produkowane w Brazylii mają silniki: 1.0 67 KM (Palio 3- i 5-drzwiowe oraz Siena), 1.8 116 KM (Palio 3- i 5-drzwiowe, Siena oraz Palio Weekend), 1.4 82 KM (Palio 5-drzwiowe, Palio Weekend oraz Siena), 1.8 Adventure (alkohol) (Palio Weekend) oraz 1.0 Fire 75 KM (Palio 3- i 5-drzwiowe i Siena).